# トム・ドイル
トム・ドイル（英語: Tom Doyle、1992年6月30日 - ）は、ニュージーランドのサッカー選手。ニュージーランド代表。ポジションはDF。

## クラブ歴
地元のオークランド・シティFCの下部組織出身でトップチームに昇格。その後、ミラマル・レンジャーズAFC、チーム・ウェリントンFCに在籍した。
2014年夏にウェリントン・フェニックスFCに加入、8月5日のFFAカップでオーストラリアのサッカーデビューとなった。ウェリントン・フェニックスでは本職の左サイドバックのみならずセンターバックとしても起用された。
2019年にケムニッツFCに4ヶ月在籍した。
2020年1月13日にオークランド・シティにクラブのレジェンドであるエミリアーノ・タデとともに再加入。

## 代表歴
2014年9月8日に行われたウズベキスタン代表との親善試合で代表初出場。その後OFCネイションズカップ2016、FIFAコンフェデレーションズカップ2017に参加した。